# Ахиропсеттовые
Ахиропсеттовые, или безрукие камбалы, или южные камбалы (лат. Achiropsettidae) — семейство лучепёрых рыб из отряда камбалообразных (Pleuronectiformes). Обитают в антарктических и субантарктических водах.
Тело сильно сплющено, оба глаза на левой стороне головы. Хвостовой плавник отделён от спинного и анального, а грудные плавники рудиментарны или полностью отсутствует; ни один из плавников не имеет шипов. Боковая линия прямая и хорошо развитая. Длина тела представителей семейства от 11 см (Pseudomancopsetta andriashevi) до 57 см (Neoachiropsetta milfordi).
Об образе жизни этих рыб информации мало.

## Классификация
В семейство включают 4 монотипических рода:
- Achiropsetta
- Mancopsetta
- Neoachiropsetta
- Pseudomancopsetta